# Pedro Chacón
Pour les articles homonymes, voir Chacon.
Pedro Chacón, ou encore Petrus Ciacconius, (1525, Tolède - 1581, Rome) est un érudit et philologue espagnol.

## Biographie
Il fit ses études à Salamanque où il acquit rapidement une grande érudition. Il partit pour Rome où sa connaissance approfondie du grec et du latin lui permit de relire la Bible et divers auteurs sacrés ainsi que de corriger divers auteurs anciens. Il fut nommé par Grégoire XIII, chanoine de Séville. Tous ses ouvrages publiés le furent après sa mort. Il fut surnommé le Varron de son siècle. Modeste et désintéressé, il consacra sa vie à l'étude et à ses livres qu'il appelait «ses fidèles compagnons».

## Publications

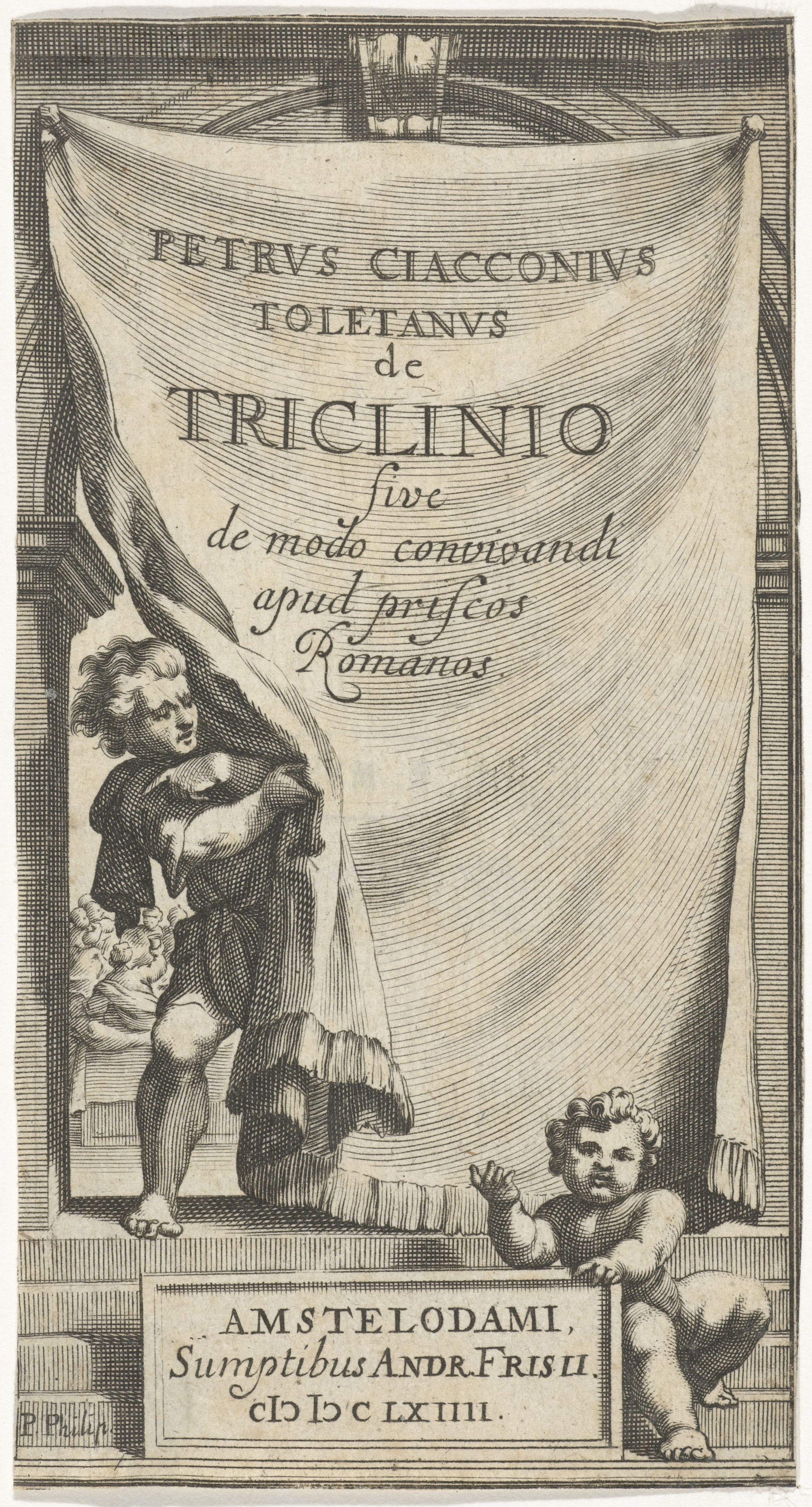
De triclinio sive de modo convivandi apud priscos Romanos. Amsterdam: Andreas Frisius, 1664.

- Il a laissé des notes estimées sur Salluste, Jules César, Arnobe, Tertullien.
- De Triclinio sive de Modo convivandi apud prisco Romanos… accedit Fulvi Ursini Appendix, & Hier. Mercurialis, De accubitus in cena antiquorum origine dissertatio. Amsterdam : Andreas Frisius, 1664. Amsterdam, Heinrich Wetstein, 1689. Son Triclinium est l"un des plus célèbres, il y traite des repas anciens des Romains sous divers aspects : les plats et les boissons et tout particulièrement les vins, les convives, la tenue à table, la musique, etc. L'ouvrage de Chacon est complété par un traité de Jérôme Mercurialis sur les lits de table où les Romains avaient l'habitude de se tenir pour manger.

Les gravures présentent des scènes de table, des musiciens et comédiens, les serviteurs et ustensiles ainsi que les bains. Plusieurs chapitres sont consacrés à la boisson : la générosité envers les convives, la noblesse du vin vieux, le vin et l'amour, le vin et la musique, le mélange de vins, le vin frais, etc.
- De Ponderibus, mensuris et nummis Græcorum et Romanorum, 1608.
- L'explication des bas-reliefs de la colonne Trajane.